# Odisejev pogled
Odisejev pogled (grško Το βλέμμα του Οδυσσέα, translit. To Vlemma tou Odyssea) je grški dramski film iz leta 1995, ki ga je režiral Theo Angelopoulos ter zanj tudi napisal scenarij skupaj s Toninom Guerro, Petrosom Markarisom, Giorgiem Silvagnijem in Kainom Tsitselijem. V glavnih vlogah nastopajo Harvey Keitel, Maia Morgenstern in Erland Josephson. Zgodba prikazuje uspešnega filmskega režiserja A (Keitel), ki se po daljšem času vrne v domačo državo, kjer ga ponovno začnejo preganjati nekdanje skrivnosti in stiske iz preteklosti. Film je del Angelopoulose trilogije o mejah in njegov prvi film, posnet izven Grčije. Začetni del filma se zgleduje po njegovem predhodnem filmu To meteoro vima tou pelargou. Igralec Gian Maria Volonté je med snemanjem umrl, nadomestil ga je Josephson, film pa je posvečen Volontéju v spomin.
Film je bil premierno prikazan 13. septembra 1995 in naletel je na dobre ocene kritikov. Izbran je bil za grškega kandidata za oskarja za najboljši tujejezični film na 68. podelitvi oskarjev, toda ni prišel v ožji izbor. Na Filmskem festivalu v Cannesu je bil nominiran za zlato palmo, osvojil pa je veliko nagrado žirije in nagrado Mednarodnega združenja filmskih kritikov. Osvojil je tudi nagrado kritikov evropske filmske akademije ter se uvrstil na seznam stotih najboljših filmov revij TIME in The Moving Arts Film Journal.

## Vloge
- Harvey Keitel kot A
- Maia Morgenstern kot ženska v Ajevem rojsten mestu (Penelopa), Kali (Kalipso), vdova (Kirka), Naomi (Nausikaja)
- Erland Josephson kot Ivo Levy
- Thanassis Veggos kot taksist
- Yorgos Michalakopoulos kot Nikos
- Dora Volanaki kot stara Albanka
- Mania Papadimitriou kot Ajeva mati